# Antonio Maria Abbatini
Antonio Maria Abbatini (Città di Castello, 1595. január 26. – Città di Castello, 1679. március 15.) itáliai barokk zeneszerző.

## Életpályája
Maestro di cappella volt a római lateráni bazilikában (1626–28) és az Il Gesù templomban (1628), később az orvietói katedrálisban (1633), majd ismét különböző római templomokban (Santa Maria Maggiore, 1640–46, 1649–57, 1672–77; San Lorenzo in Damaso, 1646–49; San Luigi dei Francesi).
A Santa Maria Maggioréban fiú szopránokat oktatott. Tagja volt az 1585-ben alapított Santa Cecilia-kongregációnak, a világ egyik legrégebbi zeneakadémiája, az Accademia Nazionale di Santa Cecilia elődjének. Az 1660-as években Rómában már saját akadémiát vezetett, amelynek tagjai havonta találkoztak, zeneelméletről és zeneszerzésről vitatkoztak és madrigálokat énekeltek. A szerzeményeket egyik tanítványa, Domenico del Pane két (vagy több) kötetben jelentette meg (a másodikat 1678-ban).
Abbatini egy 1667 körül Sebastiano Baldini irodalmárnak írt levelében található költeményében arról panaszkodik, hogy egykor jobban megbecsülték a zeneoktatást.
Élete végén szülővárosa katedrálisában dolgozott.

## Művei
Abbatini szerezte az egyik korai komikus opera, a Dal male il bene első és harmadik felvonásának zenéjét – a második felvonásét Marco Marazzoli készítette el. A librettót Giulio Rospigliosi, a későbbi IX. Kelemen pápa (1667–69) írta. A romantikus-komikus operát, amelyben két szerelmespár talál egymásra különféle viszontagságok után a római Palazzo Barberieni színházban mutatták be 1653-ban.
Abbatini két további operát írt: Ione (Bécs, 1664) és La comica del cielo, ovvero La Baltasara (Róma, 1668). Legalább hat kötetnyi polifón, illetve szóló hangra készült egyházi zenét szerzett, ebből négy kötetet tesznek ki zsoltárjai. Írt még antifónákat (huszonnégy énekhangra) és három kis misét is. Művei szerepelnek egy 1644-es gregoriángyűjteményben.
VIII. Orbán a pápai himnusz újrakomponálására kérte, de ő nem vállalta a megbízást, mivel nem tartotta magát méltónak arra, hogy Palestrina művéhez hozzányúljon.
Öt kötetnyi motettát – köztük világi énekeket – és tizennégy zenei leckét is írt.